# Église Saint-Martin-de-Tura
Pour les articles homonymes, voir Saint-Martin-de-Tours.

L'église Saint-Martin-de-Tura (catalan : Sant Marti de Turà) est une église romane située à Rivesaltes, dans le département français des Pyrénées-Orientales.

## Localisation
Saint-Martin-de-Tura est située au nord de la commune de Rivesaltes, dans le département français des Pyrénées-Orientales. Elle se trouve au bord du fleuve Agly.

## Histoire
La construction originelle est mal connue, elle pourrait avoir été créée dès le VIIe siècle ou le VIIIe siècle. Elle appartient successivement, aux XIIe siècle et XIIIe siècle, au seigneur de Peyrepertuse, à l'Abbaye d'Alet-les-Bains puis à celle de Fontfroide. En 1237, elle est paroissiale. Plusieurs fois victime des inondations de l'Agly voisin, elle est souvent remaniée. Elle est l'objet de fouilles archéologiques en 1944 et 1945 puis en 1990.